# Veronaea compacta
Veronaea compacta är en svampart som beskrevs av Papendorf 1976. Veronaea compacta ingår i släktet Veronaea, divisionen sporsäcksvampar och riket svampar.   Inga underarter finns listade i Catalogue of Life.